# Mosina
Mosina (niem. Moschin) – miasto w środkowej części województwa wielkopolskiego, w powiecie poznańskim, położone 22 km na południe od Poznania, siedziba gminy miejsko-wiejskiej Mosina. 
Miasto królewskie należące do starostwa mosińskiego, pod koniec XVI wieku leżała w powiecie poznańskim województwa poznańskiego. W latach 1975–1998 miasto administracyjnie należało do woj. poznańskiego.
Według danych z 31 grudnia 2017 miasto liczyło 13 762 mieszkańców.
Nazwa miasta pochodzi od staropolskiego wyrazu moszyna, którego używano na określenie miejsca zarośniętego mchem.

## Historia

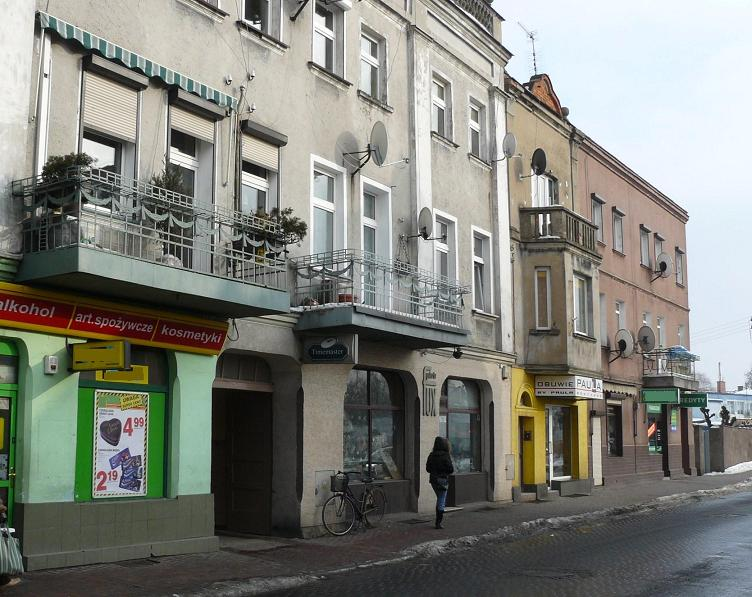
Zabudowa centrum Mosiny

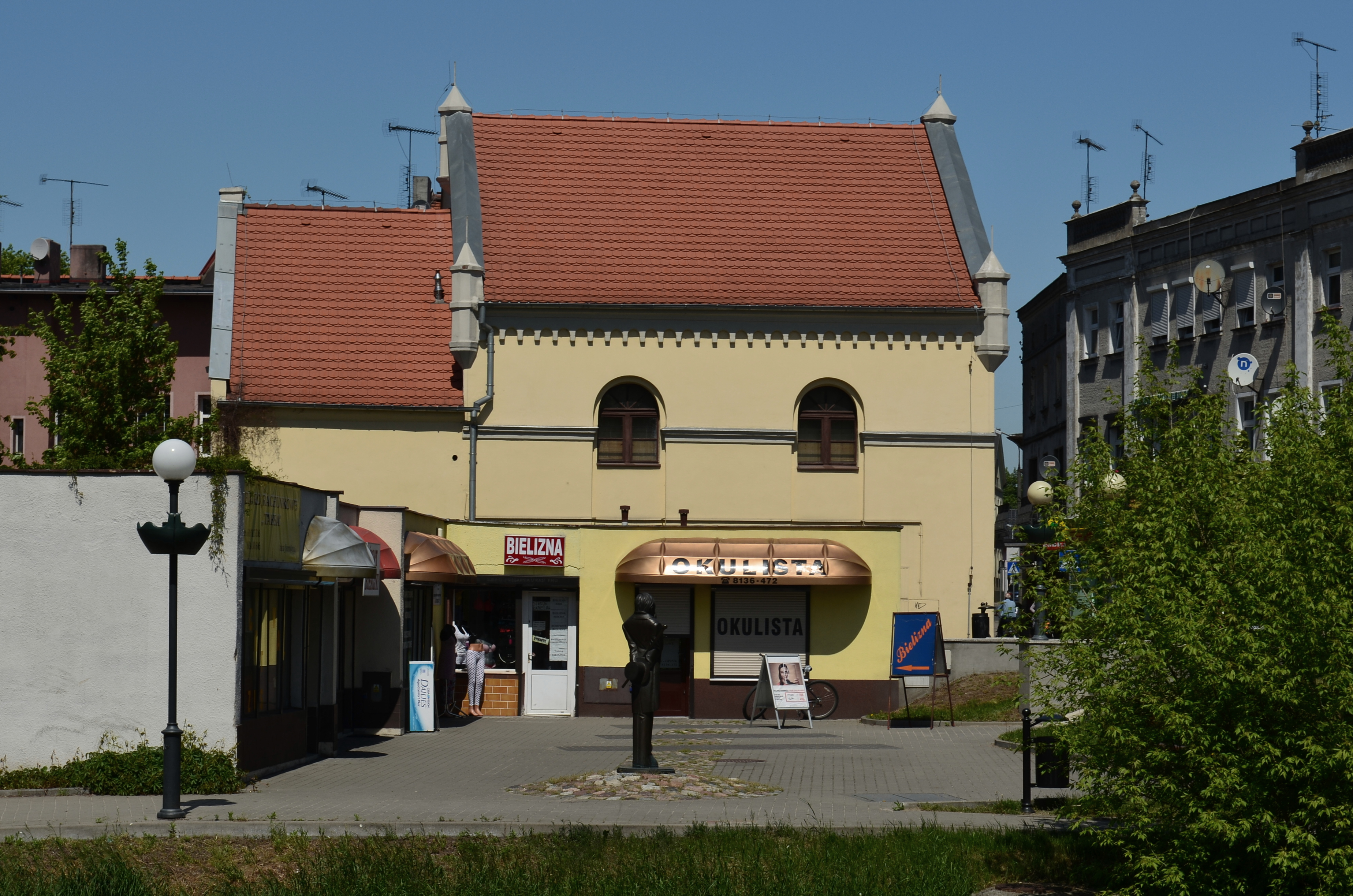
Dawna synagoga z ok. 1876, obecnie galeria miejska i izba muzealna

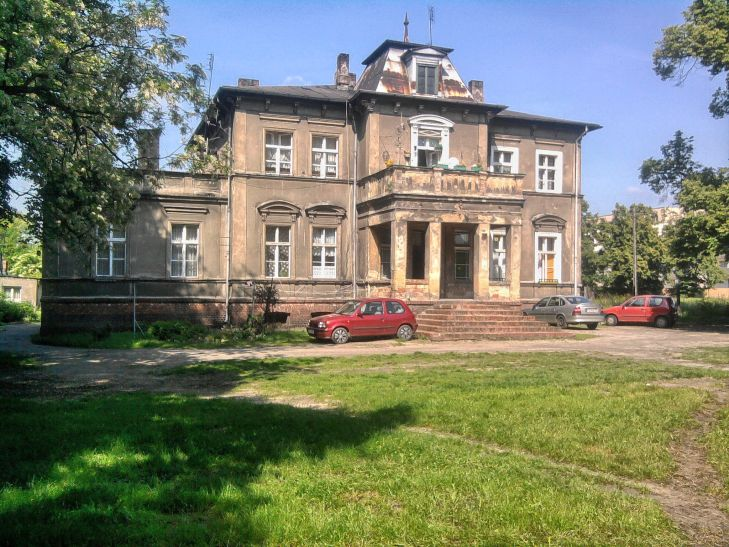
Mosina, Dwór Budzyńskich

Miejscowość po raz pierwszy pojawia się w źródłach pochodzących z 1247 roku. Z 1302 roku pochodzi z kolei najstarszy dokument wymieniający Mosinę jako miasto. Data samej lokacji pozostaje nieznana, doszło do niej jednak z pewnością wskutek starań ówczesnego właściciela, wojewody kaliskiego, Mikołaja Przedpełkowica z rodu Łodziów – być może doszło do niej jeszcze za panowania Przemysła II.
Prawa miejskie zostały potwierdzone przez króla Władysława Jagiełłę w roku 1429. Z tą miejscowością związał się ród Mosińskich. Starostą był tu Piotr Bniński (Piotr z Bnina) herbu Łodzia (1390–1448) – kasztelan gnieźnieński (1428–1437), podróżnik. Potem syn jego Maciej Mosiński (zm. 1492–1493), był starostą generalnym Wielkopolski (1475) i wojewodą poznańskim (1477) oraz kaliskim (1476) przyjął nazwisko od miejscowości Mosina. W czasie wojny trzynastoletniej Mosina wystawiła w 1458 roku 4 pieszych na odsiecz oblężonej polskiej załogi Zamku w Malborku. Tu przebywały wojska hetmana Stefana Czarneckiego w 1660 r. W 1848 r. była siedzibą władz Rzeczypospolitej Mosińskiej.
9 września 1939 roku Mosina została zajęta przez wojska niemieckie. Rozpoczęły się represje, pierwsze aresztowania miały miejsce pomiędzy 17 a 18 września 1939. Część mieszkańców miasta była przetrzymywana w bożnicy (współcześnie Izba Muzealna), a następnie wybierano spośród nich zakładników i kierowano ich przed sądy doraźne (niem. Standgericht) policji bezpieczeństwa. Dla zachowania pozorów egzekucję poprzedziło „postępowanie sądowe” stanowiące parodię procesu sądowego, trwającego nie dłużej jak kilkanaście minut i ograniczonego jedynie do sprawdzenia personaliów i wysłuchania opinii miejscowych Niemców na temat „antyniemieckiej postawy” i działalności podsądnych. W wyniku wydanych przez sąd doraźny wyroków śmierci 15 osób rozstrzelano publicznie na rynku 20 października 1939 roku. W czasie okupacji niemieckiej z miasta wysiedlono 57 rodzin (225 osób), aresztowano i umieszczono w obozach zagłady dalsze 513 osób (w tym 58 dzieci z Mosiny). Dzieci zostały wywiezione do rejencji łódzkiej i umieszczone w obozie koncentracyjnym dla dzieci w Łodzi. W lasach okalających miasto w latach 1940–1943 dokonano licznych egzekucji ludności cywilnej. Terror i prześladowania okupanta niemieckiego spowodowały narastanie oporu społecznego – w Mosinie działały grupy bojowe Związku Walki Zbrojnej, Armii Krajowej, Związku Odwetu oraz harcerskich Szarych Szeregów. Armia Czerwona zajęła Mosinę w dniu 25 stycznia 1945 roku.
Obecnie gmina inwestuje w budownictwo wielorodzinne. We wsi Krosno rozbudowane zostało Osiedle TBS, wybudowano osiedla: Osiedle Miodowe, Osiedle Olszynka, a także budowane są nowe: Osiedle Słoneczne, Osiedle Harmonia i Osiedle Morena.

## Oświata
- Przedszkole nr 2 „Wesołe Skrzaty”, ul. Powstańców Wielkopolskich 1
- Przedszkole nr 3 Integracyjne, ul. Topolowa 6
- Przedszkole nr 4, ul. Kasprowicza 28
- Publiczne Przedszkole „Słoneczko” w Rogalinku, ul. Kościelna 3
- Przedszkole Niepubliczne im. Janka Wędrowniczka, ul. Szkolna 2
- Niepubliczne Przedszkole "Na bosaka" w Dymaczewie Starym, ul. Szkolna 4[9]
- Prywatne Przedszkole „Koniczynka”, ul. Leszczyńska 27[10]
- Prywatne Przedszkole „Happy House” w Czapurach, ul. Poznańska 18
- Szkoła Podstawowa nr 1, ul. Szkolna 1
- Szkoła Podstawowa nr 2, ul. Sowiniecka 75
- Szkoła Podstawowa w Pecnej, ul. Szkolna 19
- Szkoła Podstawowa „Pod Lipami” w Krosinku, ul. Wiejska 43
- Szkoła Podstawowa im. Adama Wodziczki w Rogalinku, ul. Poznańska 19
- Szkoła Podstawowa im. Arkadego Fiedlera w Czapurach, ul. Poznańska 78
- Szkoła Podstawowa w Daszewicach, ul. Szkolna 16
- Zespół Szkół w Krośnie, ul. Główna 42
- Zespół Szkół w Rogalinie, ul. Poznańska 2
- Zespół Szkół im. Adama Wodziczki, ul. Topolowa 2
- Ośrodek Szkolno-Wychowawczy, ul. Kościelna 2
- Leader School Nowoczesne Metody Nauczania, pl. 20 Października 2

## Atrakcje turystyczne

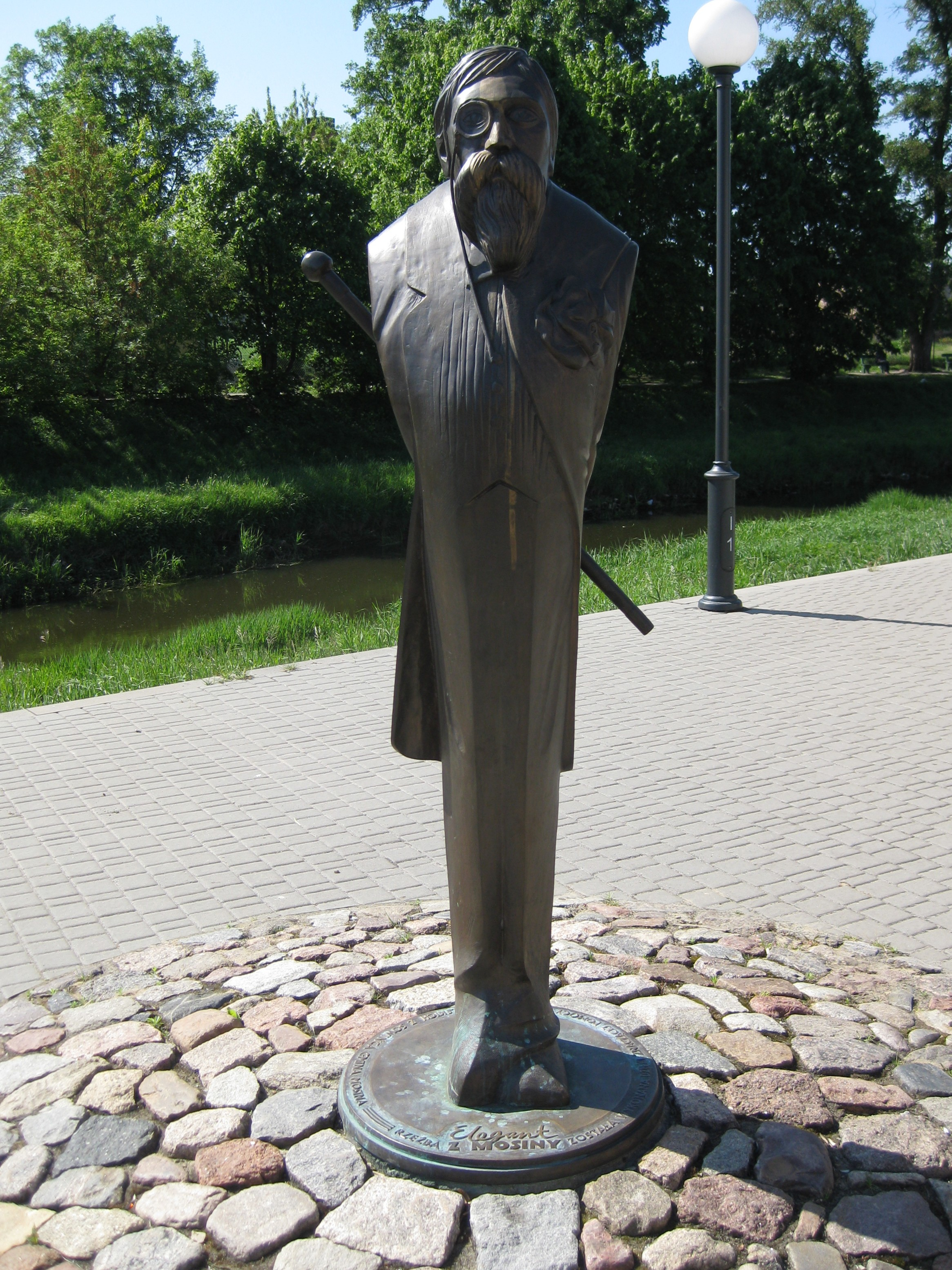
Pomnik eleganta z Mosiny

- Kościół pw. św. Mikołaja zbudowany w 1953–1954 na fundamentach wcześniejszego
- galeria miejska i izba muzealna w budynku dawnej synagogi z około 1876 roku
- średniowieczny rynek w kształcie czworoboku, z wychodzącymi zeń uliczkami
- zabudowa miejska z XIX w.
- pomnik „eleganta z Mosiny”
- Wielkopolski Park Narodowy i Rogaliński Park Krajobrazowy
- najwyższą budowlą w mieście jest 150-metrowy komin byłej Fabryki Mebli. Budowla służy dla transmisji dalekiej i lokalnej sygnałów komunikacji telefonicznej i radiowej. Obiekt jest widoczny z dużych odległości[potrzebny przypis].
- wieża widokowa w Pożegowie
- Dwór Budzyńskich (w dawniej wsi Budzyń, włączonej do Mosiny)
- szlak turystyczny Iłowiec – Otusz[11][12]
- Droga Dobroci[13] – jeden z przyrodniczych szlaków pielgrzymkowo-turystycznych Rogalińskie Drogi, utworzonych z okazji 200-lecia kościoła pw. św. Marcelina w Rogalinie[14][15][16]. Dla tego szlaku botaniczka, Halina Ratyńska, napisała broszurę przyrodniczą pt. „Co rośnie nad Wartą w okolicach Rogalina i Mosiny?”[17].

Nietypową atrakcją jest Darmowy Rower Małomiasteczkowy, czyli bezpłatne rowery miejskie, z których każdy może korzystać. Inauguracja tej inicjatywy, pionierskiej w Polsce, miała miejsce we wrześniu 2021 roku podczas festiwalu "Sztukodzielnia". W październiku do tej inicjatywy dołączyło sąsiednie miasto Puszczykowo.

## Komunikacja
Przez Mosinę przebiegają drogi wojewódzkie nr 430 i 431. Znajduje się tu również stacja kolejowa Mosina linii kolejowej nr 271 Wrocław Główny – Poznań Główny oraz nieczynny przystanek Mosina Pożegowo na linii kolejowej nr 361 Puszczykówko – Osowa Góra. Do Mosiny można także dojechać autobusem linii 651 podlegającej poznańskiemu ZTM-owi.

## Demografia

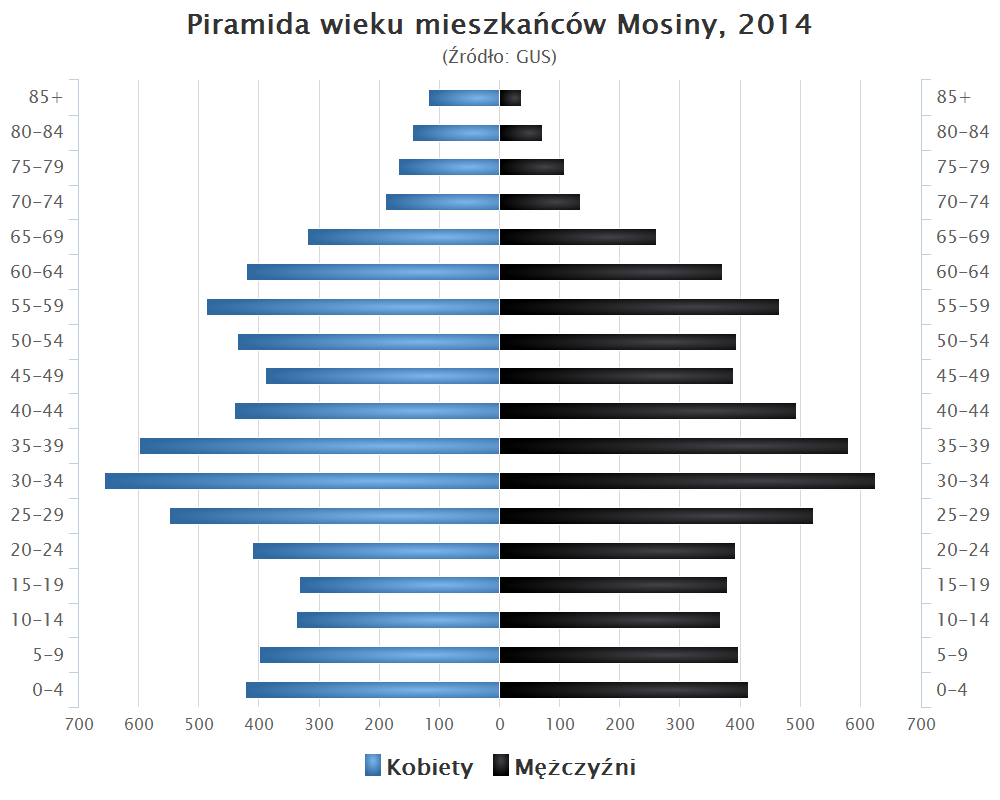
Piramida wieku mieszkańców Mosiny w 2014 roku

## Sport
W Mosinie działa klub sportowy KS 1920 Mosina:
- Sekcja piłki nożnej w sezonie 2023/2024 występuje w klasie okręgowej[21];
- Sekcja futsalowa w sezonie 2008/2009 występowała w 1 lidze.

7 czerwca 2018 powstał klub piłki ręcznej KS IDMAR Jedynka Mosina, posiadający tylko drużynę młodzików, występującą w Wielkopolskiej Lidze Młodzików (grupa A). Klub posługuje się barwami niebiesko-biało-czerwonymi, a swoją nazwę zawdzięcza sponsorowi IDMAR oraz Szkole Podstawowej nr 1 w Mosinie, z której pochodzi większość obecnych zawodników. Mecze rozgrywane są w Hali Sportowej OSiR Mosina.

## Prasa
- Gazeta Mosińsko-Puszczykowska” – miesięcznik ukazujący się od 2006, o nakładzie do 3000 egz.[24]
- „Fakty Mosińsko-Puszczykowskie”- miesięcznik ukazujący się od maja 2002 roku o nakładzie do 4.000 egz. Gazeta bezpłatna kolportowana w ok. 70 punktach na terenie gmin Mosina, Puszczykowo, Brodnica, Stęszew.

## Wspólnoty wyznaniowe
- Kościół rzymskokatolicki:
  - parafia św. Mikołaja
  - przeorat Bractwo Kapłańskie Świętego Piusa X
- Świadkowie Jehowy:
  - zbór Mosina (Sala Królestwa ul. Szosa Poznańska 17)[25]

## Miasta partnerskie
- Seelze – Niemcy od 2001[26],
- Gmina Witnica – Polska od 2013[26]